# Православная иконография Богородицы

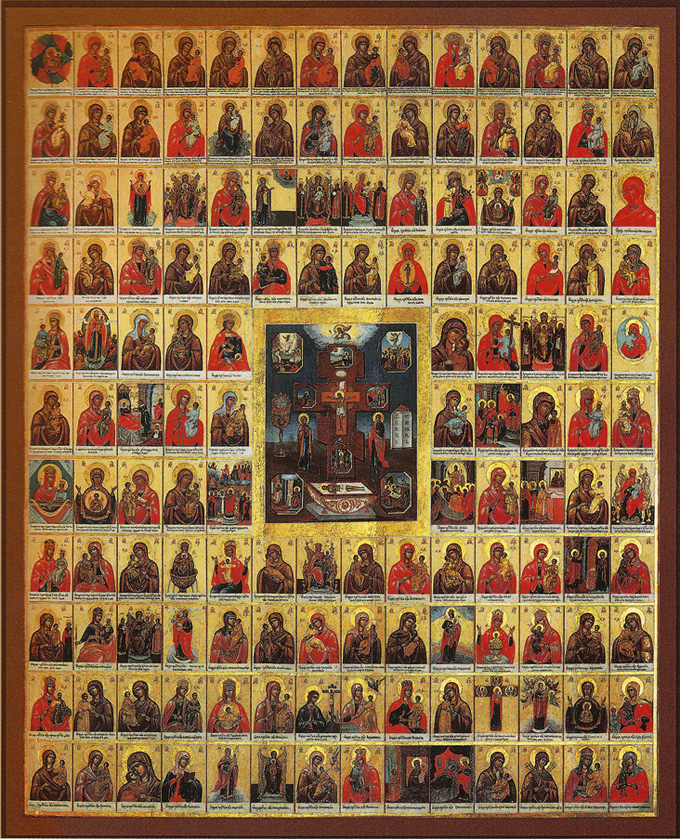
Икона «Распятие и Страсти Господни с изображением 142 образов Богородицы». Конец XVIII — начало XIX века. (Богоявленский собор в Елохове, Москва)

См. также: Католическая иконография Богородицы
Правосла́вная иконогра́фия Богома́тери — совокупность типов изображения Богородицы (греч. Θεοτόκος) в иконописи, стенописи (мозаиках и фресках) и система их изучения.
Культ почитания Пресвятой Богородицы установлен на III Вселенском соборе в Эфесе в 431 году. Внешний вид Богородицы, кроме древнейших изображений, известен по описаниям церковных историков, например, Никифора Каллиста, монаха Епифания и других авторов.

## Образ Богородицы
Лицо Богородицы принято изображать овальной формы, нос удлинён, рот маленький, миндалевидные глаза широко открыты, брови дугообразные
Богородица традиционно изображается облаченная в фиолетовый омофор или тёмно-красный, тёмно-вишнёвый, багряный мафорий (покрывале замужней женщины, закрывающем голову и плечи). Мафорий украшают три золотые восьмиконечные звезды — на челе и плечах (символ Пресвятой Троицы, в ином толковании: символ «Трёх Девств Марии — до Рождества, в Рождестве Христа и по Рождестве»). Мафорий часто имеет золотую кайму. В ранних (доиконоборческих) изображениях на челе Богородицы изображена не звезда, а точечный крест. Впоследствии благодаря диагональным лучам крест превратился в восьмиконечную звезду.
Под мафорием Богородицы изображают длинную до пят тунику с узкими рукавами голубого или синего цвета. Из-под мафория на голове Богородицы может быть виден также синий чепец. Озерянская икона изображает Богоматерь в красном хитоне и голубом мафории.
На новгородской иконе Успения начала XIII века изображены красные туфли Богородицы.
Надпись на иконе даётся по традиции в греческом сокращении от первой и последней буквы священного имени Μήτηρ τοῦ Θεοῦ, то есть Матерь Божия — ΜΡ ΘΥ.
Младенец на руках Богородицы одет в белый (красный или охристый) хитон и охристый (зелёный) гиматий

## История

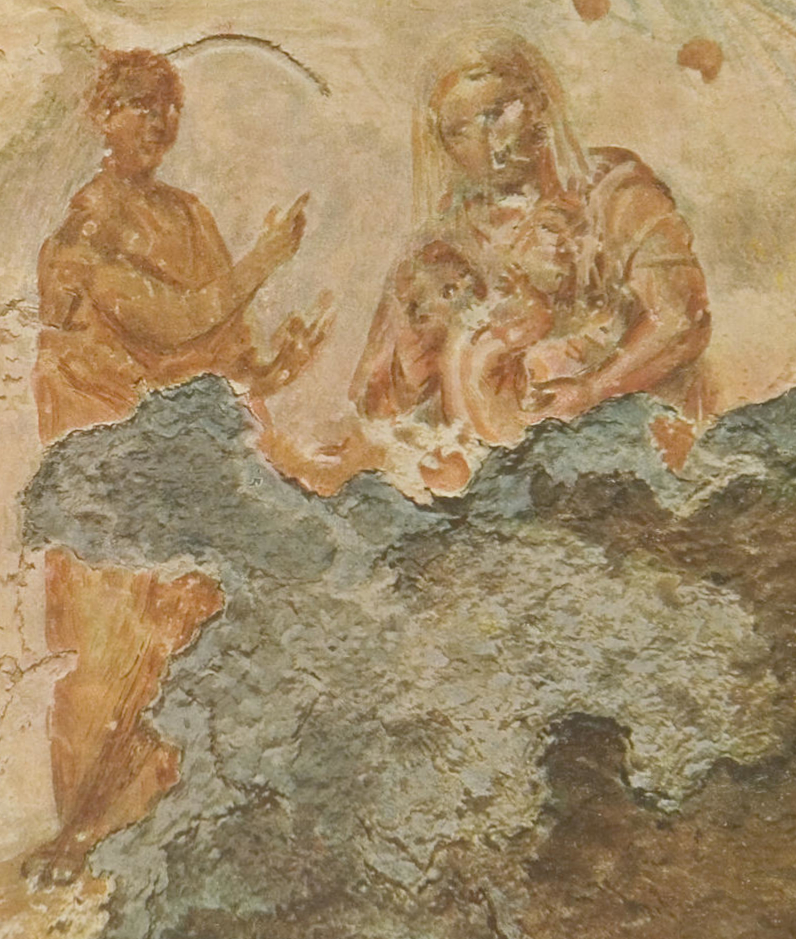
Древнейшее известное изображение Богородицы с младенцем Иисусом (II век, Катакомбы Присциллы, Рим)

Первые иконы Божией Матери предание приписывает евангелисту Луке. Древнейшие дошедшие до нас изображения Богородицы обнаружены в катакомбах Прискиллы и относятся исследователями ко II веку. Мария представлена чаще всего сидящей с Младенцем Христом на руках (обычно в сценах поклонения волхвов), либо в позе Оранты (катакомбы Агнии).
С 439 года упоминается Влахернская икона, которая была перенесена со Святой Земли в Константинополь императрицей Евдокией. Иконой Salus Populi Romani римский папа Григорий Двоеслов избавил Рим от эпидемии чумы в 590 году. По преданию, в 626 году благодаря иконе Богородицы Константинополь был спасен от нашествия аваров. В 732 году была явлена Византийская икона Божией Матери. С эпохой VIII века связана икона Троеручица, связанная с жизнью Иоанна Дамаскина. С 1204 года известна перемещенная в Венецию икона Никопея.
Первые византийские иконы, главным образом столичного, константинопольского письма, попадали на Русь в период правления византийской императорской династии Комнинов (XI—XII в.). Например, самая известная из сохранившихся и почитаемая Богоматерь Владимирская, а также Богоматерь «Живоносный источник», Богоматерь Иерусалимская (Гефсиманская), Богоматерь Кипрская, Богоматерь Одигон, Богоматерь Пирогощая, Богоматерь Тихвинская, Богоматерь Торопецкая и многие другие. Последующие записи и списки, выполняемые русскими мастерами, придавали иконам национальное своеобразие (особенности плави, прорисей, редкое использование ассиста, замена золотого фона на охристый, позём). Так византийская Елеуса превратилась в русское Умиление, например Богоматерь Умиление Белозерская из Русского музея в Санкт-Петербурге.

## Типы икон Богородицы
| № | Тип икон             | Ранние упоминания | Описание | Примеры | Пример изображения |
| - | -------------------- | ----------------- | --- | --- | ------------------ |
| 1 | Оранта / Знамение    | IV век            | Стоящая Богородица с двумя поднятыми и раскинутыми в молитве руками. Младенец изображён в медальоне на груди.                                                           | Знамение, Неупиваемая Чаша, Премудрость созда Себе дом, Абалакская, Курская | .                  |
| 2 | Одигитрия            | V век             | Богородица держит на руках Младенца, который благословляет правой рукой, а в левой держит свиток.                                                                       | Борколабовская, Валанасская, Великоустюжская, Влахернская, Волынская, Гербовецкая, Иверская, Иерусалимская, Казанская, Макарьевская, Озерянская, Полонская, Рязанская, Смоленская, Тихвинская, Ченстоховская, Душеспасительница, Вразумившая экклисиарха, Троеручица |                    |
| 3 | Благовещение         | V век             | Богородица изображается без Младенца рядом с Архангелом Гавриилом | Устюжское Благовещение |                    |
| 4 | Елеуса (Умиление)    | IX век            | Богородица изображается с Младенцем, который прижался щекой к её щеке                                                                                                   | Владимирская, Галичская, Дегтярёвская, Донская, Жировицкая, Игоревская, Касперовская, Корсунская, Подкубенская, Почаевская, Псково-Печерская, Феодоровская, Хиландарская, Яхромская, Взыскание погибших                                                              |                    |
| 5 | Панахранта           | XI век            | Богородица с Младенцем на коленях восседает на троне | Всецарица, Державная, Экономисса, Гора Нерукосечная, Богоматерь с младенцем (Врубель), О Тебе радуется. |                    |
| 6 | Млекопитательница    | VII век           | Богородица кормит Младенца грудью | Блаженное чрево |                    |
| 7 | Деисус               | VII век           | Богородица слева от взрослого Иисуса Христа, обратив к нему две согнутые в локтях руки. Справа от Иисуса изображен Иоанн Предтеча.                                      | Деисус из церкви Николы от Кожи, Оплечный Деисус, Предста Царица |                    |
| 8 | Успение              | VI век            | Богородица лежит на одре, а по разные стороны от неё склонились святые: Двенадцать апостолов. Выше изображен Иисус Христос, который держит в руках спеленутого младенца | Далматская икона, Псково-Печерская икона Успения, Облачное Успение, Успение Богоматери |                    |
| 9 | Одиночная Богородица | VIII век          | Богородица изображена портретно | Андрониковская, Боголюбская, Калужская, Остробрамская, Семистрельная, Филермская, Икона Божией Матери Богоматерь чудес, Нерушимая Стена, Умягчение злых сердец, Агиосоритисса                                                                                        |                    |

Многие изводы православных икон Богородицы следовали не только византийским оригиналам, но и появлялись под влиянием литургических текстов, например Богоматерь Смоленская-Шуйская или «Премудрость созда Себе дом». Иконография фиксировалась в толковых и лицевых подлинниках, синаксариях, минеях, лицевых святцах и менологиях.
В календаре Русской православной церкви упоминается около 260 чтимых и чудотворных икон Богородицы, вообще же можно насчитать более 800 наименований икон. Для большинства икон установлены отдельные дни празднования, им написаны молитвы, тропари, кондаки, иногда акафисты. Другие изводы, главным образом в XVII—XVIII веках, складывались под западноевропейским влиянием, например, тип Богоматери Вертоград, Богоматери Виленской, Балыкинской, Богоматери Платитеры. Ещё один иконографический источник — западноевропейские гравюры, в частности собрания Киево-Могилянской академии и типографии Киево-Печерской лавры.
Иконописные изводы не только по характеру письма, но и по иконографии делят по школам: киевская, или приднепровская, владимиро-суздальская, псковская, новгородская, смоленская, московская, северные письма.

## Почитаемые иконы Богородицы

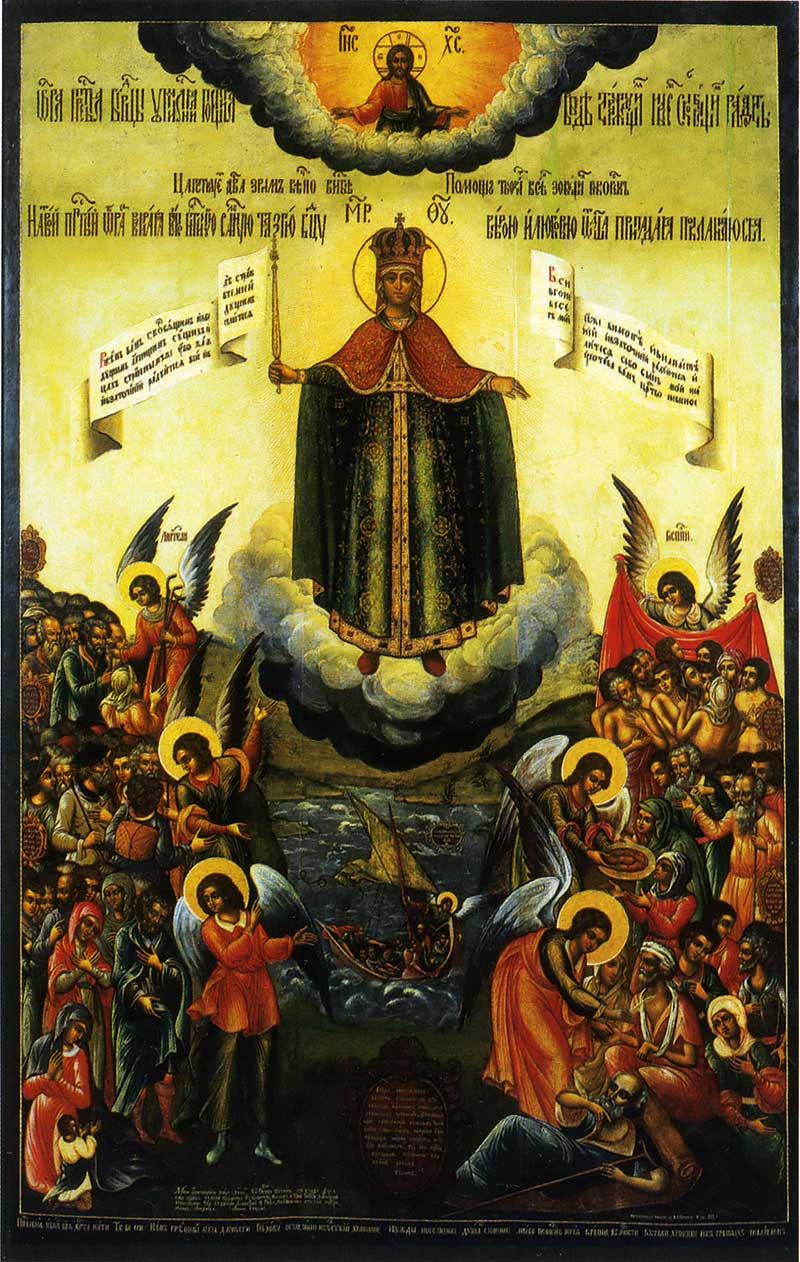
Икона Божией Матери «Всех Скорбящих Радость»

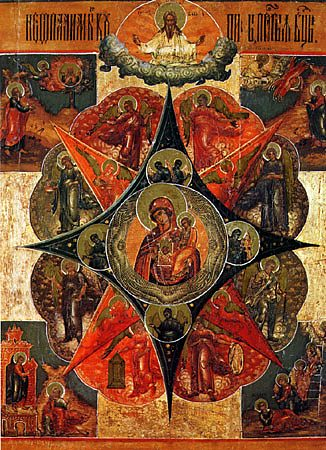
Икона Богородицы «Неопалимая Купина»

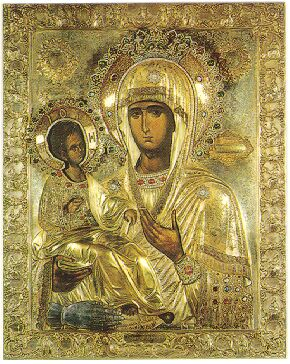
Икона Божией Матери «Троеручица»

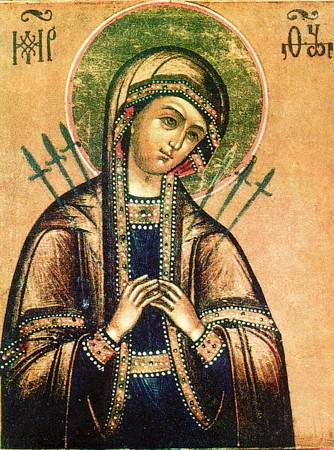
Икона Богородицы «Умягчение злых сердец»

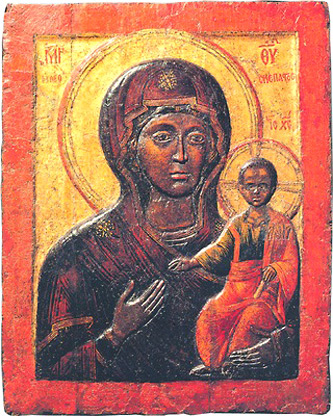
Влахернская икона

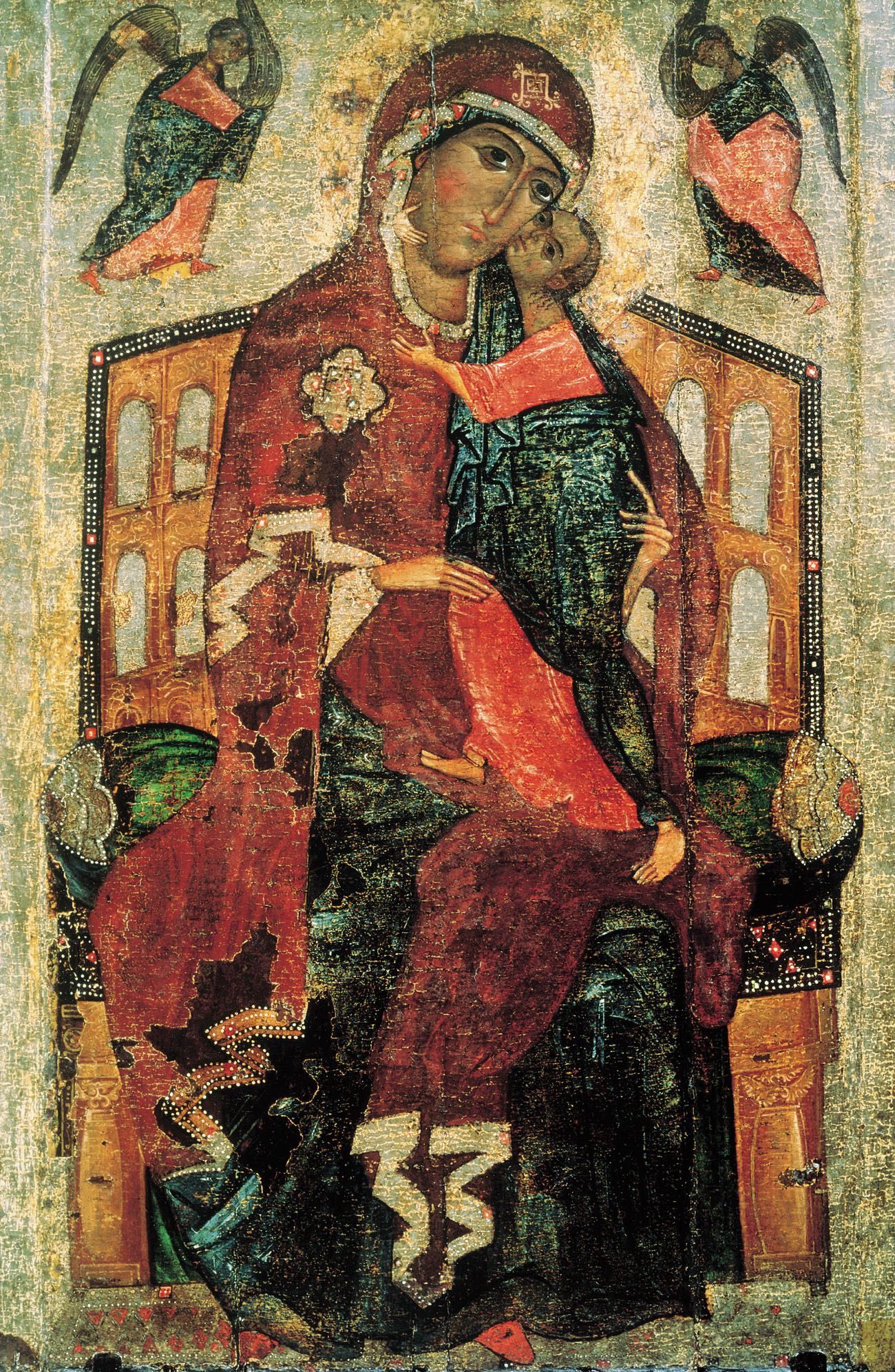
Толгская икона Божией Матери

1. Абалакская (Абалацкая, «Знамение» Абалацкая)
2. Августовская
3. Агиосоритисса
4. Азовская
5. Акафистная Зографская
6. Акафистная Хиландарская
7. Албазинская (Слово плоть бысть), Албазинская («Знамение»)
8. Александрийская
9. Алтарница (Ктиторская, Виматарисса)
10. Андрониковская
11. Арапетская (Аравийская)
12. Арматийская
13. Ахтырская
14. Ацкурская
15. Балыкинская
16. Барловская (Блаженное чрево)
17. Барская
18. Бугабашская
19. Бахчисарайская (Мариупольская)
20. Белыничская
21. Беседная
22. Благовещение (Киевское)
23. Благовещение (Московское)
24. Благовещение (Устюжское)
25. Благодатное Небо
26. Боголюбская
27. Богородско-Уфимская
28. Борколабовская
29. В скорбех и печалех Утешение
30. Валаамская
31. Валанасская
32. Ватопедская
33. Вертоград заключенный
34. Взыграние Младенца
35. Взыскание погибших
36. Византийская
37. Виленская
38. Вифлеемская
39. Владимирская
40. Влахернская (Влахернетисса)
41. Волоколамская
42. Воспитание
43. Вразумившая экклисиарха
44. Всех Скорбящих Радость
45. Всех скорбящих Радость с грошиками
46. Всецарица
47. Вутиванская
48. Галичская
49. Гербовецкая
50. Геронтисса
51. Гора Нерукосечная
52. Гребневская
53. Греческая Андроникова
54. Грузинская
55. Дамаскинская
56. Девпетерувская
57. Дегтярёвская
58. Далматская
59. Державная
60. Долинская
61. Донская
62. Достойно есть
63. Дубенская Красногорская
64. Елецкая
65. Елеуса
66. Живоносный Источник
67. Жировицкая
68. Заступница
69. Знамение
70. Иверская
71. Игоревская
72. Иерусалимская
73. Избавление от бед страждущих
74. Казанская
75. Калужская
76. Касперовская
77. Киккская
78. Козельщанская
79. Колочская
80. Коневская
81. Корсунская
82. Купятицкая
83. Курско-Коренная
84. Лиддская
85. Максимовская
86. Млекопитательница
87. Молдаванская
88. Молдавская
89. Моневмасийская
90. Молченская
91. Монреальская Иверская
92. Муромская
93. Неопалимая Купина
94. Нерушимая Стена
95. Неувядаемый Цвет (Благоуханный Цвет)
96. Неупиваемая Чаша
97. Неустанная Помощь
98. Нечаянная Радость
99. Никопея
100. Новодворская
101. Нямецкая
102. О Тебе радуется
103. Огневидная
104. Одигитрия
105. Озерянская
106. Оковецкая (Ржевская)
107. Оранта
108. Остробрамская
109. Параклесис
110. Песчанская
111. Петровская
112. Печерская-Свенская
113. Пименовская
114. Писидийская (Писийская)
115. Подкубенская
116. Поможение родам
117. Порт-Артурская
118. Почаевская
119. Прибавление ума
120. Призри на смирение
121. Пряжевская
122. Психосострия (Психосостра)
123. Равенсбрюкская
124. Сайданайская
125. Свенская
126. Святогорская
127. Свято-Крестовская
128. Святорачица
129. Седмиезерная
130. Семистрельная
131. Скоропослушница
132. Смоленская
133. Спорительница хлебов
134. Споручница грешных
135. Старорусская
136. Страстная
137. Табынская
138. Тервеническая
139. Теребенская (Теребинская)
140. Тернопольская
141. Тихвинская
142. Толгская
143. Торопецкая
144. Троеручица
145. Тучная Гора
146. Умиление
147. «Умиление» Псково-Печерская
148. Умягчение злых сердец
149. Уральская
150. Урюпинская
151. «Успение» Киево-Печерская
152. «Успение» Псково-Печерская
153. «Утоли Моя Печали»
154. Феодоровская
155. Филермская
156. Халкопратийская
157. Холмская
158. Целительница
159. Ченстоховская
160. Чирская (Псковская)
161. Экономисса
162. Якобштадтская
163. Ярославская
164. Ярославская (Печерская)
165. Яхромская